# Donat

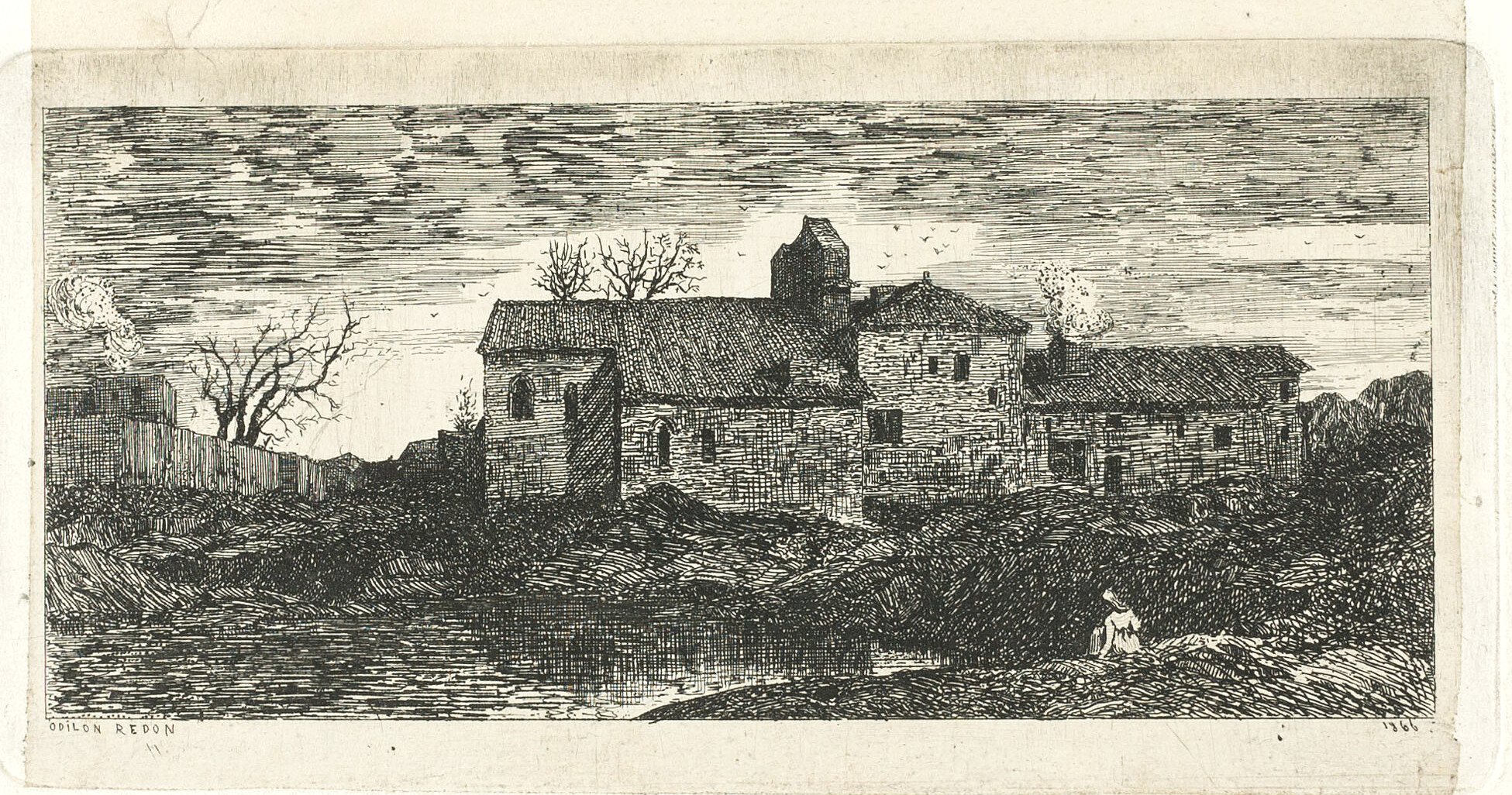
Převorství-špitál v Harambeltzu

Donatové neboli donatští bratři tvořili laickou komunitu kláštera společně s mnichy specifickou pro některé regiony Francie.
Pracovali v rámci převorství-špitálů na silnicích do Compostely, zejména v Baskicku a Béarnu. Donati se také nacházejí v hierarchii řádu svatého Jana Jeruzalémského nebo v komendách mocného opatství Roncesvalles.

## Historie
Komunity donatů se pravděpodobně objevují v 10. století století s prvními poutníky, někdy pod názvem bratři patřící k převorství, ale jejich existenci dosvědčují až notářské zápisy z 11. století století.
Donatští kolegové oficiálně začali působit v průběhu 12. století v rámci řádu johanitů svatého Jana Jeruzalémského, ale první rytířští spolubratři postupně zmizeli a zůstali pouze donati. Ve13. století osoby ze všech sociálních vstupují do Řádu často jako laičtí bratři. Tito donaté, zbožní, ale světští (tedy nikoli mniši) lidé, mají výsadu nosit řádový hábit. Od bratří je odlišuje nošení na svých oděvech poloviční kříž. Znak kříže, nazývaný maltézský kříž, nezahrnující horní břevno.

## Chrakteristika
Donaté žili v domech nebo někdy na statcích, které mohou zaměstnávat farmáře, a jsou obklopeni půdou, jejíž využívání může být svěřeno pachtýřům.
V rámci johanitů, neboli Řádu svatého Jana Jeruzalémského jsou tito donaté lidé všech společenských vrstev, kteří se dávají Řádu tím, že ihned nebo po smrti odkážou část svého majetku, buď aby žili v Řádu, obvykle v komendách, a také aby využili jeho shovívavosti, buď při čekání na složeni slibu, díky kterému mohli definitivně vstoupit do Řádu, nebo, hlavně pro mocné, zemřít a být pohřben v Řádu Řád pro zachování jejich duší.
V rámci řádu johanitů byli donaté lidé všech vrstev, kteří se cele dávají Řádu tím, že ihned nebo po smrti přejde část jejich majetku. Za to pak pracovali a žili v komendách a byli pohřbeni na pozemcích Řádu, jehož členové se pak modlili za jejich duše.